# Rhytidoponera flindersi
Rhytidoponera flindersi är en myrart som beskrevs av Clark 1936. Rhytidoponera flindersi ingår i släktet Rhytidoponera och familjen myror. Inga underarter finns listade i Catalogue of Life.